# Julien De Sart
Julien De Sart (Borgworm, 23 december 1994) is een Belgische voetballer die als middenvelder speelt.

## Carrière

### Jeugd
De Sart sloot zich op jonge leeftijd aan bij Stade Waremmien. Op zevenjarige leeftijd ruilde hij de club in voor de Académie Robert Louis-Dreyfus, het opleidingscentrum van Standard Luik. De Sart doorliep alle jeugdreeksen en werd in 2011 kampioen met zijn leeftijdsgenoten.

### Standard Luik
Eind april 2013 tekende de 18-jarige De Sart zijn eerste profcontract bij Standard. Op 22 augustus 2013 maakte de middenvelder zijn officieel debuut voor de Rouches. Hij mocht toen in de basis starten in de Europa Leaguewedstrijd tegen FC Minsk. Drie dagen later maakte hij zijn competitiedebuut tegen RAEC Mons. Hij viel kort voor rust in voor de geblesseerde Yoni Buyens. Echter werd hij na 83 minuten van het veld gestuurd na een tweede gele kaart. Op 24 november 2013 maakte hij het enige doelpunt in de Waalse derby tegen RAEC Mons.

### Middlesbrough
In januari 2016 verliet De Sart Standard definitief om een contract te tekenen bij het Engelse Middlesbrough FC. Hij kwam er echter amper aan spelen toe en zag vanop de bank toe hoe zijn ploeg promoveerde naar de Engelse Premier League, de hoogste afdeling in het Engelse voetbal. Nadat De Sart in de eerste helft van het seizoen 2017/18 slechts één keer aan spelen toe kwam in de League Cup werd hij voor een half seizoen uitgeleend aan tweedeklasser Derby County. Bij deze club kreeg De Sart wel speelkansen wat resulteerde in 9 competitiewedstrijden waarin hij 1 keer tot scoren kwam. In het daaropvolgende seizoen werd De Sart opnieuw uitgeleend, ditmaal keerde hij terug naar zijn thuisland waar hij één seizoen de kleuren van Zulte Waregem ging verdedigen. In het team van coach Francky Dury was hij een vaste waarde.

### KV Kortrijk
In de zomer van 2018 verliet De Sart Middlesbrough definitief en tekende hij een contract voor drie jaar bij KV Kortrijk. Na drie seizoenen sterkhouder bij Kortrijk geweest te zijn besliste De Sart zelf om zijn aflopende contract niet te verlengen om transfervrij een nieuwe club te zoeken.

### KAA Gent
Nadat zijn contract bij Kortrijk afliep tekende De Sart een contract voor drie seizoenen bij KAA Gent. In maart 2023 verlengde hij zijn contract tot in 2026.

### Al-Rayyan SC
In de zomer van 2024 maakte hij de overstap naar het Qatarese Al-Rayyan SC en tekende er een contract tot in 2027. AA Gent kreeg een transfervergoeding van 6,5 miljoen euro.

## Statistieken
| Seizoen | Club            | Land              | Competitie         | Competitie | Competitie | Beker | Beker | Supercup | Supercup | Europees | Europees | Totaal | Totaal |
| Seizoen | Club            | Land              | Competitie         | Wed.       | Dlp.       | Wed.  | Dlp.  | Wed.     | Dlp.     | Wed.     | Dlp.     | Wed.   | Dlp.   |
| ------- | --------------- | ----------------- | ------------------ | ---------- | ---------- | ----- | ----- | -------- | -------- | -------- | -------- | ------ | ------ |
| 2013/14 | Standard Luik   | Vlag van België   | Jupiler Pro League | 23         | 2          | 2     | 0     | —        | —        | 3        | 0        | 28     | 2      |
| 2014/15 | Standard Luik   | Vlag van België   | Jupiler Pro League | 26         | 1          | 1     | 0     | —        | —        | 3        | 0        | 30     | 1      |
| 2015/16 | Standard Luik   | Vlag van België   | Jupiler Pro League | 12         | 0          | 1     | 0     | —        | —        | 2        | 0        | 15     | 0      |
| 2015/16 | Middlesbrough   | Vlag van Engeland | Championship       | 2          | 0          | 0     | 0     | —        | —        | —        | —        | 2      | 0      |
| 2016/17 | Middlesbrough   | Vlag van Engeland | Premier League     | 0          | 0          | 1     | 0     | —        | —        | —        | —        | 1      | 0      |
| 2016/17 | → Derby County  | Vlag van Engeland | Championship       | 9          | 1          | 2     | 0     | —        | —        | —        | —        | 11     | 1      |
| 2017/18 | → Zulte Waregem | Vlag van België   | Jupiler Pro League | 32         | 0          | 2     | 0     | 1        | 0        | 5        | 0        | 40     | 0      |
| 2018/19 | KV Kortrijk     | Vlag van België   | Jupiler Pro League | 31         | 5          | 3     | 0     | —        | —        | —        | —        | 34     | 4      |
| 2019/20 | KV Kortrijk     | Vlag van België   | Jupiler Pro League | 28         | 4          | 5     | 1     | —        | —        | —        | —        | 33     | 5      |
| 2020/21 | KV Kortrijk     | Vlag van België   | Jupiler Pro League | 24         | 1          | 0     | 0     | —        | —        | —        | —        | 24     | 1      |
| 2021/22 | KAA Gent        | Vlag van België   | Jupiler Pro League | 35         | 5          | 5     | 2     | —        | —        | 12       | 1        | 52     | 8      |
| 2022/23 | KAA Gent        | Vlag van België   | Jupiler Pro League | 27         | 2          | 3     | 0     | —        | —        | 9        | 0        | 39     | 2      |
| 2023/24 | KAA Gent        | Vlag van België   | Jupiler Pro League | 38         | 5          | 2     | 0     | —        | —        | 11       | 2        | 51     | 7      |
| 2024/25 | Al-Rayyan SC    | Vlag van Qatar    | Qatar Stars League | 11         | 1          | 3     | 0     | —        | —        | 6        | 0        | 20     | 1      |
| TOTAAL  | TOTAAL          | TOTAAL            | TOTAAL             | 298        | 27         | 30    | 3     | 1        | 0        | 51       | 3        | 380    | 32     |

Laatst bijgewerkt op 11 februari 2023

## Erelijst
| Beker van België | 1x | 2021/22 |

## Familie
Julien is de zoon van oud-voetballer van RFC Liège en voormalig sportief directeur van Standard Jean-François De Sart en de broer van Alexis De Sart, die anno 2021 voor Oud-Heverlee Leuven uitkomt.